# Liste der Baudenkmale in Wolfsburg-Hehlingen
In der Liste der Baudenkmale in Wolfsburg-Hehlingen sind alle Baudenkmale der niedersächsischen Ortschaft Wolfsburg-Hehlingen aufgelistet. Die Quelle der  Baudenkmale ist der Denkmalatlas Niedersachsen. Der Stand der Liste ist der 26. März 2021.

## Allgemein
In den Spalten befinden sich folgende Informationen:
- Lage: die Adresse des Baudenkmales und die geographischen Koordinaten. Kartenansicht, um Koordinaten zu setzen. In der Kartenansicht sind Baudenkmale ohne Koordinaten mit einem roten Marker dargestellt und können in der Karte gesetzt werden. Baudenkmale ohne Bild sind mit einem blauen Marker gekennzeichnet, Baudenkmale mit Bild mit einem grünen Marker.
- Bezeichnung: Bezeichnung des Baudenkmales
- Beschreibung: die Beschreibung des Baudenkmales. Unter § 3 Abs. 2 NDSchG werden Einzeldenkmale und unter § 3 Abs. 3 NDSchG Gruppen baulicher Anlagen und deren Bestandteile ausgewiesen.
- ID: die Objekt-ID des Baudenkmales
- Bild: ein Bild des Baudenkmales, ggf. zusätzlich mit einem Link zu weiteren Fotos des Baudenkmals im Medienarchiv Wikimedia Commons. Wenn man auf das Kamerasymbol klickt, können Fotos zu Baudenkmalen aus dieser Liste hochgeladen werden:

## Hehlingen

### Gruppe baulicher Anlagen
| Lage                                          | Bezeichnung        | Beschreibung                                                                                               | ID       | Bild |
| --------------------------------------------- | ------------------ | --- | -------- | ---- |
| 52° 23′ 29″ N, 10° 51′ 9″ O                   | Kirchhof Hehlingen | Ortsbildwirksamer historischer Ortskern mit Kirche, Gelände des Kirchhofs mit Umfassungsmauer, Epitaphien. | 34200994 | BW   |
| Katthagen 7 52° 23′ 28″ N, 10° 51′ 12″ O      | Pfarrhaus          | Pfarrhofgruppe mit Wohnhaus und Wirtschaftsgebäude der zweiten Hälfte des 19. Jh.                          | 34201010 | BW   |
| Am Kirchbrunnen 3 52° 23′ 30″ N, 10° 51′ 7″ O | Hofanlage          | Straßenbildwirksame Fachwerkbaugruppe mit Wohn- und Wirtschaftsgebäuden des 19. Jh.                        | 34201025 | BW   |

### Einzeldenkmale
| Lage                                              | Bezeichnung                  | Beschreibung | ID       | Bild           |
| ------------------------------------------------- | ---------------------------- | --- | -------- | -------------- |
| Almker Straße 6 52° 23′ 20″ N, 10° 51′ 9″ O       | Wohn-/Wirtschaftsgebäude     | Hallenhaus mit Scheunen- und Stallanbau und Brunnen, im Kern 17. Jh. | 34257035 | BW             |
| Almker Straße 10/10b 52° 23′ 19″ N, 10° 51′ 11″ O | Wohnhaus                     | Zweigeschossiger Fachwerkbau mit Wirtschaftsanbau, erbaut um 1870. | 34257061 | BW             |
| Am Kirchbrunnen 52° 23′ 31″ N, 10° 51′ 3″ O       | Feuerwehrgerätehaus          | Eingeschossiger Sandsteinbau, erbaut Anfang 20. Jh. | 34257085 | BW             |
| Am Kirchbrunnen 3 52° 23′ 31″ N, 10° 51′ 5″ O     | Wohnhaus                     | Zweigeschossiger Fachwerkbau, erbaut 1. Hälfte 19. Jh. | 34257110 | BW             |
| Am Kirchbrunnen 3 52° 23′ 30″ N, 10° 51′ 7″ O     | Scheune                      | Fachwerkbau, erbaut vermutlich 3. Viertel 19. Jh. | 34257135 | BW             |
| Am Kirchbrunnen 3 52° 23′ 30″ N, 10° 51′ 7″ O     | Stall                        | Eingeschossiges Gebäude | 34257160 | BW             |
| Am Kirchbrunnen 5 52° 23′ 29″ N, 10° 51′ 6″ O     | Wohnhaus                     | Ehemaliges Landarbeiterhaus für drei Familien, erbaut 1. Hälfte 19. Jh. | 34257183 | BW             |
| Am Kirchbrunnen 7 52° 23′ 30″ N, 10° 51′ 4″ O     | Wohn-/Wirtschaftsgebäude     | | 34257207 | BW             |
| Am Kirchbrunnen 9 52° 23′ 31″ N, 10° 51′ 4″ O     | Wohn-/Wirtschaftsgebäude     | Querdielenhaus, zweigeschossiger Wohnteil, erbaut 1737. | 34257231 | BW             |
| Bergstraße 3 52° 23′ 29″ N, 10° 51′ 21″ O         | ehem. Forsthaus              | Eingeschossiger Fachwerkbau, erbaut Anfang 19. Jh. | 34257255 | BW             |
| Katthagen 52° 23′ 29″ N, 10° 51′ 9″ O             | Kirchhof mit Umfassungsmauer | Freifläche um die St.-Pankratius-Kirche mit Umfassungsmauer. | 34257280 | BW             |
| Katthagen 2 52° 23′ 29″ N, 10° 51′ 9″ O           | St.-Pankratius-Kirche        | Kleiner gotischer Saalbau mit geradem Schluss und querrechteckigem Westturm, Bruchsteinbau mit Eckquaderung, nach Süden Querhaus mit zwei Epitaphien. Im Kern romanisch, erneuert Ende 19. Jh. | 34257353 | Weitere Bilder |
| Katthagen 4 52° 23′ 28″ N, 10° 51′ 9″ O           | Wohnhaus                     | Zweigeschossiger Fachwerkbau, kleiner Stallanbau im Erdgeschoss, erbaut Mitte 19. Jh. | 34257379 | BW             |
| Katthagen 7 52° 23′ 28″ N, 10° 51′ 12″ O          | Pfarrhaus                    | Zweigeschossiger Ziegelbau, erbaut vermutlich 3. Viertel 19. Jh. | 34257403 | BW             |
| Katthagen 7 52° 23′ 28″ N, 10° 51′ 11″ O          | ehem. Wirtschaftsgebäude     | Fachwerkbau, heute Gemeindehaus, erbaut verm. 3. Viertel 19. Jh. | 34257428 | BW             |
| Katthagen 14 52° 23′ 26″ N, 10° 51′ 11″ O         | Wohnhaus                     | Zweigeschossiger Fachwerkbau mit Ziegelausfachung, erbaut Mitte 19. Jh., Wirtschaftsanbau. | 34257454 | BW             |